# Acidoton urens
Acidoton urens är en törelväxtart som beskrevs av Olof Swartz. Acidoton urens ingår i släktet Acidoton och familjen törelväxter.
Artens utbredningsområde är Jamaica. Inga underarter finns listade i Catalogue of Life.